# Rhexipanchax schioetzi
Rhexipanchax schioetzi är en fiskart som först beskrevs av Scheel, 1968.  Rhexipanchax schioetzi ingår i släktet Rhexipanchax och familjen Poeciliidae. IUCN kategoriserar arten globalt som livskraftig. Inga underarter finns listade i Catalogue of Life.